# Guéblange-lès-Dieuze

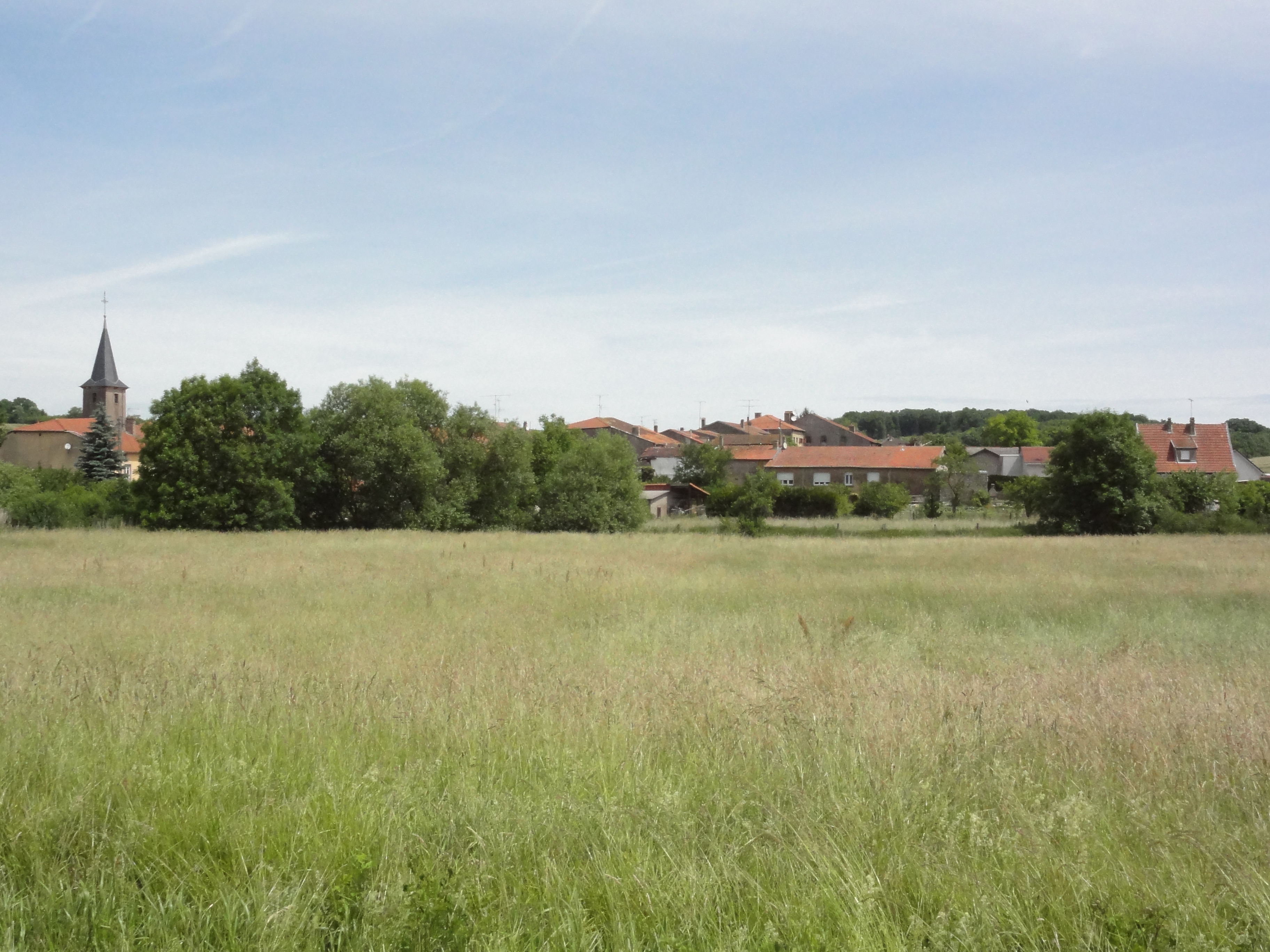
Dorfpanorama

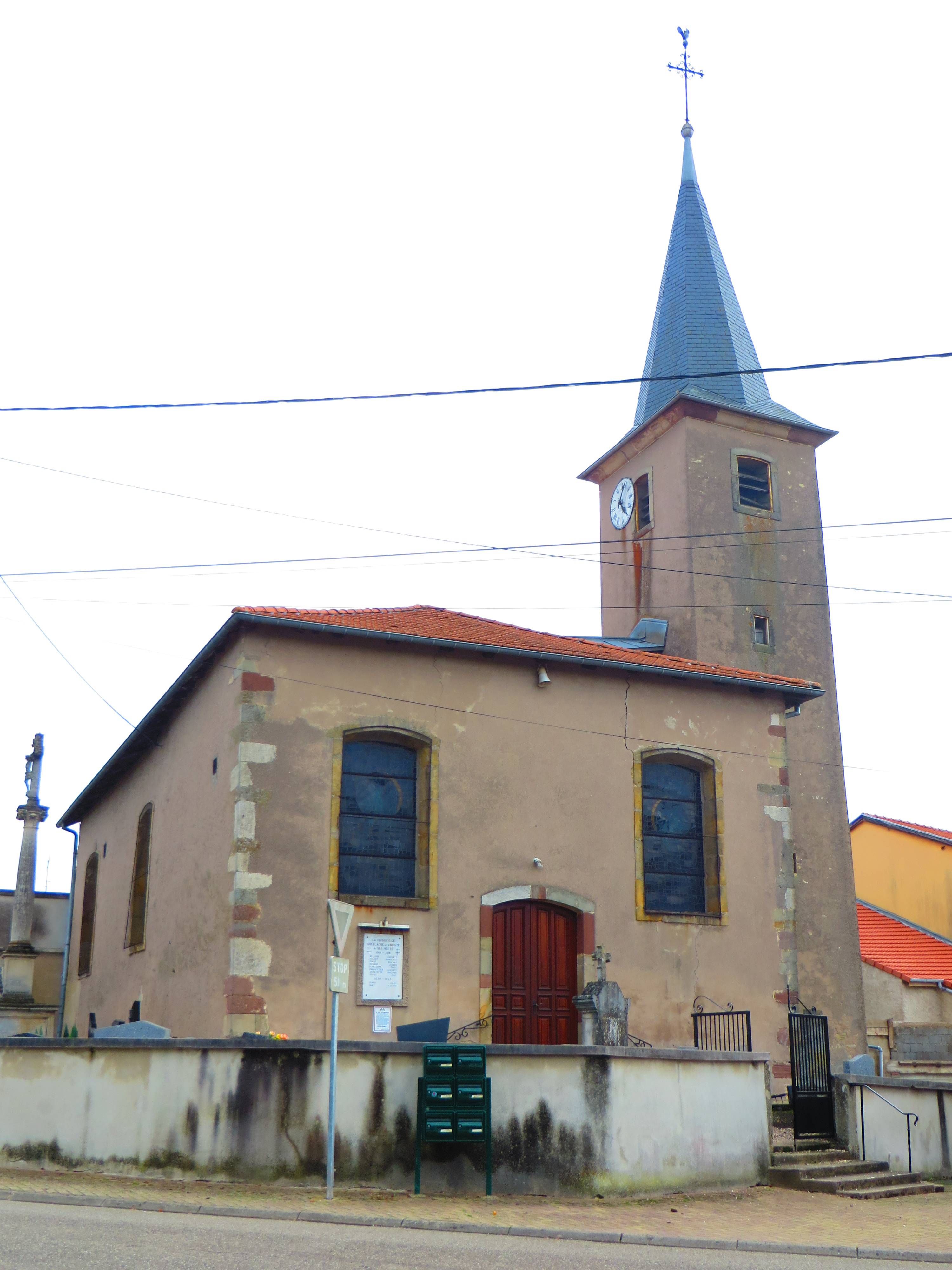
Katholische Pfarrkirche St. Georg

Guéblange-lès-Dieuze (deutsch Güblingen, früher auch Gelbedingen) ist eine französische Gemeinde mit 148 Einwohnern (Stand 1. Januar 2022) im Département Moselle in der Region Grand Est (bis 2015 Lothringen). Sie gehört zum Arrondissement Sarrebourg-Château-Salins.

## Geographie
Die Gemeinde liegt in Lothringen im Saulnois (Salzgau) am Flüsschen Gueblange, auch Ruisseau de Videlange (deutsch: Videlinger Bach) genannt, etwa vier Kilometer südlich von Dieuze (Duß) auf einer Höhe zwischen 202 und 263 m über dem Meeresspiegel. Das Gemeindegebiet umfasst 4,89 km². Das Gemeindegebiet ist Teil des Regionalen Naturparks Lothringen.

## Geschichte
Die Ortschaft gehörte früher zum Herzogtum Lothringen, und eine Dorfhälfte befand sich im Besitz der Baronie Kerprich. In älteren Urkunden kommt der Ort vor als  Ecclesia in Gebeldingen (1225),  als Gébelanges, Gebellanges und  Gébelenges (1476) sowie als Guébelanges (1479).
Hier war einst ein Schloss, von dem 1712 noch fünf kleine Türme erhalten waren.
Durch den Frankfurter Frieden vom 10. Mai 1871 kam die Region an das deutsche Reichsland Elsaß-Lothringen, und das Dorf wurde dem Kreis Château-Salins im Bezirk Lothringen zugeordnet. Die Dorfbewohner betrieben vom Getreide-, Wein-, Obst- und Gemüsebau. Um 1900 befand sich auf der Gemarkung des Dorfs ein Exerzierplatz mit Schießstand.
Nach dem Ersten Weltkrieg musste die Region aufgrund der Bestimmungen des Versailler Vertrags 1919 an Frankreich abgetreten werden und wurde Teil des Département Moselle. Im Zweiten Weltkrieg war die Region von der deutschen Wehrmacht besetzt.

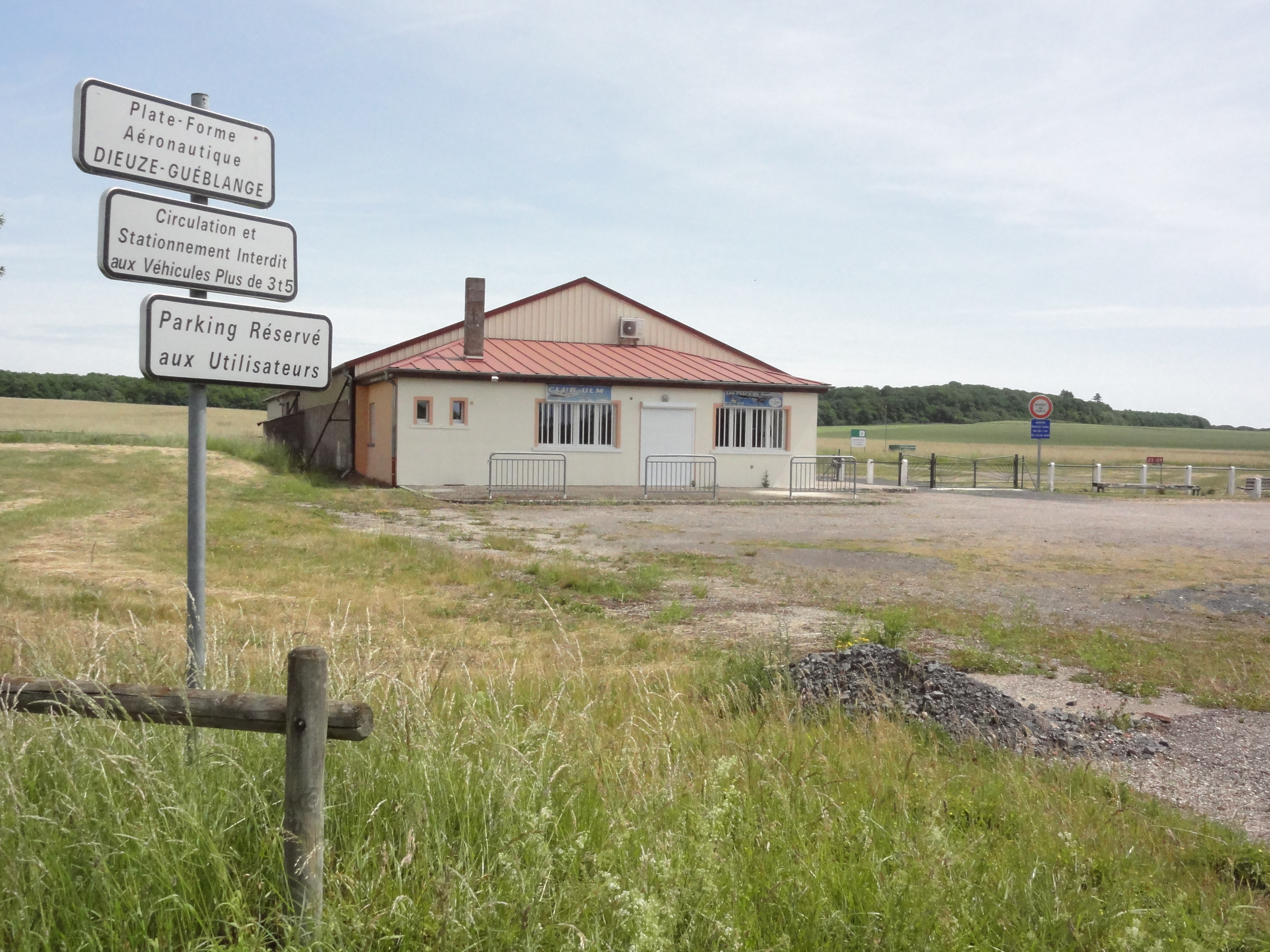
Flugplatz für Kleinflugzeuge
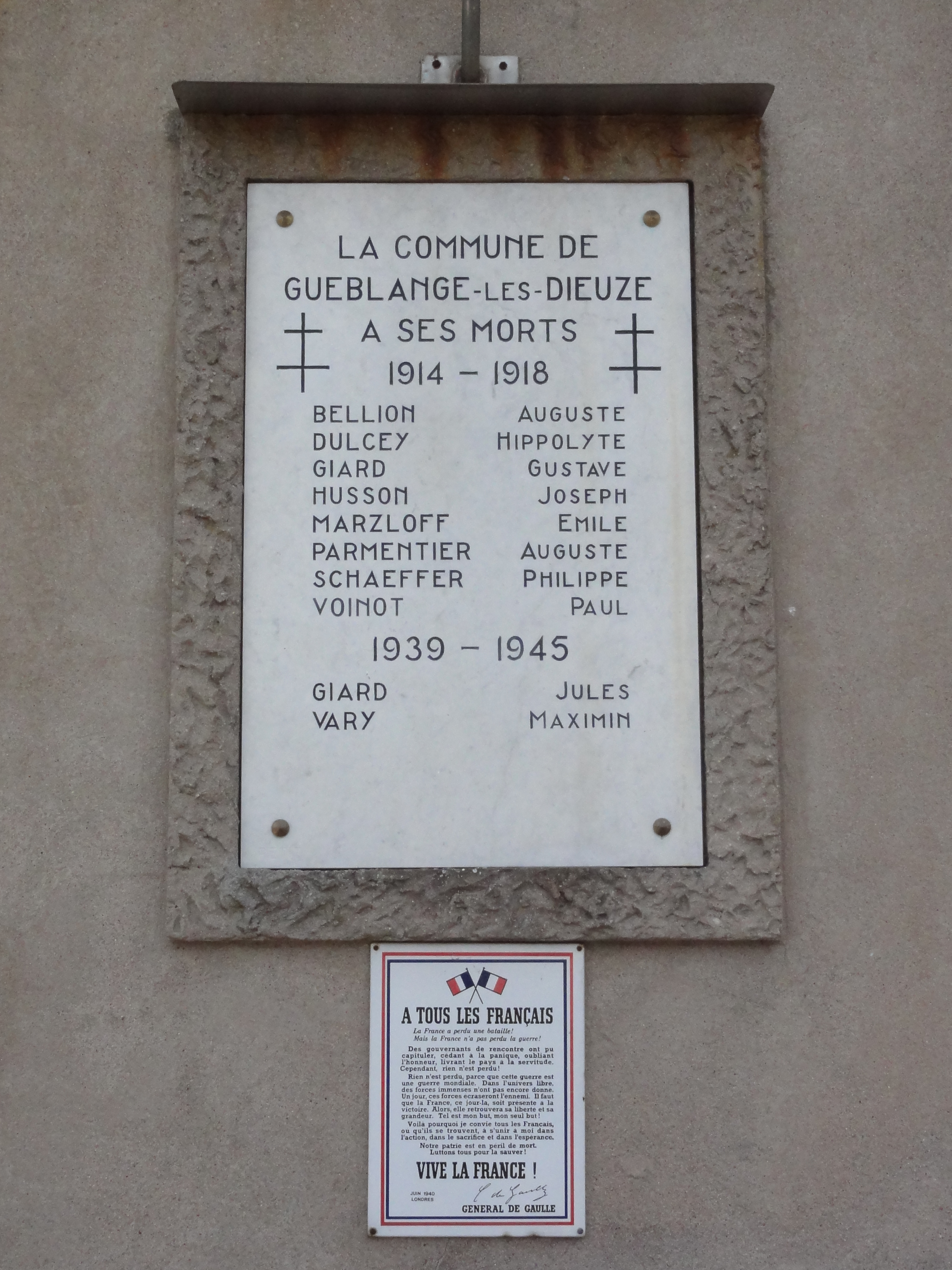
Gedenktafel für Gefallene der beiden Weltkriege

### Bevölkerungsentwicklung
| Jahr      | 1962 | 1968 | 1975 | 1982 | 1990 | 1999 | 2007 | 2019 |
| Einwohner | 136  | 139  | 142  | 144  | 139  | 141  | 166  | 150  |